# مهاجران (فیلم ۱۹۷۱)
مهاجران (سوئدی: Utvandrarna) فیلمی در ژانر درام به کارگردانی یان تروئل است که در سال ۱۹۷۱ منتشر شد. از بازیگران آن می‌توان به ماکس فون سیدو، آلان ادوال و لیو اولمان اشاره کرد.